# Рајнхард Лаук
Рајнхард Лаук (16. септембар 1946 — 22. октобар 1997) био је источнонемачки фудбалер.

## Биографија
Лаук је у каријери играо за Унион Берлин (1968–1973) и Динамо Берлин (1973–1981) на више од 250 првенствених мечева. Предводио је Динамо у освајању три узастопна првенства Источне Немачке, прве три од укупно десет узастопних лигашких титула за тим из Берлина.
Као члан олимпијског тима Источне Немачке, освојио је златну медаљу на играма у Монтреалу 1976. године. За репрезентацију Источне Немачке је одиграо преко 30 утакмица и постигао 3 гола. Учествовао је на ФИФА Светском првенству 1974. године у Западној Немачкој. Током Светског првенства 1974, Лаук је играо веома добро, посебно се истакао у чувеној победи Источне Немачке са 1:0 над касније светским прваком Западном Немачком. 
Наспрам успешне фудбалске каријере, у приватном животу је имао великих проблема. Октобра 1997. године пронађен је како лежи на улици у алкохолисаном стању и са тешким повредама главе. После две недеље проведене у коми, Лаук је преминуо 22. октобра 1997, када је имао само 51 годину.

## Успеси

### Клуб
- Прва лига Источне Немачке: 1979, 1980, 1981.

### Репрезентација
Источна Немачка
- Олимпијске игре: златна медаља Монтреал 1976.